# Pontamafrey-Montpascal
Pontamafrey-Montpascal är en kommun i departementet Savoie i regionen Auvergne-Rhône-Alpes i sydöstra Frankrike. Kommunen ligger i kantonen Saint-Jean-de-Maurienne som tillhör arrondissementet Saint-Jean-de-Maurienne. År 2018 hade Pontamafrey-Montpascal 296 invånare.

## Befolkningsutveckling
Antalet invånare i kommunen Pontamafrey-Montpascal
| Referens: INSEE |